# ۹۷۶ (خورشیدی)
۹۷۶ نهصد و هفتاد و ششمین سال هجری خورشیدی است.